# 多克章克申 (喬治亞州)
多克章克申（英語：Dock Junction）是位於美國喬治亞州格林縣（Glynn County）的一個人口普查指定地區。

## 地理
多克章克申的座標為31°12′04″N 81°30′25″W / 31.20111°N 81.50694°W，而該地最高點為海拔高度1米（即3英尺）。

## 人口
根據2010年美國人口普查的數據，多克章克申的面積為27.70平方千米，當中陸地面積為24.70平方千米，而水域面積為3.00平方千米。當地共有人口7721人，而人口密度為每平方千米278人。